# Lock On: Современная боевая авиация
«Lock On: Современная боевая авиация» (сокр. Lock On; англ. Lock On: Modern Air Combat, сокр. LOMAC) — компьютерная игра в жанре авиасимулятора, разработанная российской компанией Eagle Dynamics и изданная 1С на территории СНГ. Релиз игры в России состоялся в ноябре 2003 года.

## Игровой процесс
В игре есть 6 самолётов, которые могут быть использованы игроком: штурмовики A-10A и Су-25, истребители F-15, МиГ-29, Су-27 и Су-33.

## Системные требования
Для своего времени «Lock On: Современная боевая авиация» была требовательной к компьютеру игрока. Самые мощные машины тех лет не могли дать стабильный фреймрейт. При этом пользователи ПК на уровне «минимальных» системных требований не могли сыграть в игру вовсе или могли, но с большими проблемами.
|            | Минимальные                     | Рекомендуемые                    |
| ---------- | ------------------------------- | -------------------------------- |
| Процессор  | Pentium III                     | Pentium IV                       |
| ОЗУ        | 256 МБ                          | 512 МБ                           |
| Видеокарта | Видеокарта на 32 МБ видеопамяти | Видеокарта на 128 МБ видеопамяти |

## Оценки
| Сводный рейтинг       | Сводный рейтинг |
| Агрегатор             | Оценка          |
| --------------------- | --------------- |
| GameRankings          | 76,19 %         |
| Metacritic            | 76/100          |
| Иноязычные издания    |                 |
| Издание               | Оценка          |
| GameSpot              | 7,6/10          |
| GameSpy               | [ 7 ]           |
| IGN                   | 7,8/10          |
| Русскоязычные издания |                 |
| Издание               | Оценка          |
| Absolute Games        | 79 %            |
| «Игромания»           | 8,0/10          |
| «НИМ»                 | 6,3/10          |
| Награды               |                 |
| Издание               | Награда         |
| «ЛКИ»                 | Медаль журнала  |

Игра получила «в основном положительные отзывы», согласно сайту-агрегатору Metacritic. Дэн Беннет (Dan Bennett) из GameSpy отмечает, что «Lock On: Modern Air Combat имеет всё необходимое для идеального авиасимулятора», но отсутствие полноценной документации к игре и огромное количество внутриигровых ошибок мешают назвать её таковой. Юрий Пашолок из «Навигатора игрового мира» про баги пишет так: «Единственное, что сейчас можно сделать, — это патчить, патчить и еще раз патчить».